# Seznam irskih ragbistov
Seznam irskih ragbistov.

## D
- Gordon D'Arcy
- Mick Doyle

## H
- George Alfred Duncan Harvey

## M
- Willie John McBride
- Geordan Murphy
- Brian O'Driscoll
- Ronan O'Gara
- Malcolm O'Kelly
- Tony O'Reilly

## W
- Keith Wood